# 레오폴 세다르 상고르
레오폴 세다르 상고르(프랑스어: Léopold Sédar Senghor, 1906년 10월 9일~2001년 12월 20일)는 세네갈의 시인이며 정치가이자 문화 이론가로 세네갈의 초대 대통령(1960년~1980년)으로 5번의 임기를 역임했다. 상고르는 아프리카인으로는 최초로 아카데미 프랑세즈(프랑스의 국립 학술원)의 멤버가 된 인물이며, 세네갈 민주당(Senegalese Democratic Bloc)의 창설자이기도 하다. 그는 20세기 가장 중요한 아프리카 지식인 중 하나로 손꼽힌다.

## 어린 시절 1906년~1928년
레오폴 세다르 상고르는 1906년 10월 9일 다카르에서 남쪽으로 백여 킬로미터 떨어진 작은 해변 마을인 조알(Joal)에서 태어났다. 레오폴의 아버지인 바실레 디오고예 상고르(Basile Diogoye Senghor)는 세네갈의 소수민족인 세레르족(Serer) 출신으로 중산층의 사업가였다. 레오폴의 어머니인 그닐레인 은디엠 바쿠(Gnilane Ndiémé Bakhou)는 바실레의 3번째 아내였으며 풀라니족(Peul)출신의 무슬림 집안에서 태어났다. 그녀는 바실레와의 사이에서 2명의 아들과 4명의 딸을 얻었다. 상고르의 아버지로부터 Senghor(포르투갈어로 Sir에 해당하는 단어)라는 성을 물려받았고, 어머니로부터 Sedar(세레르어로 "모욕을 당하지 않는 자)라는 이름을 물려받았다.
상고르는 8살때 세네갈 북부 응가소빌(Ngasobil)에 위치한 "성령의 아버지들(Fathers of the Holy Spirit)"이라는 기숙 학교에 입학한다. 1922년에는 다카르에 있는 신학교에 입학하지만, 신앙생활이 자신과 어울리지 않음을 깨닿고 일반 학교로 전학하게 된다.
그무렵 이미 그는 프랑스 문학에 열광해있었고 프랑스어, 라틴어, 그리스어 및 대수학에 뛰어난 모습을 보였다. 졸업 이후 그는 장학생 신분으로 공부를 계속하기 위해 프랑스로 떠났다.

## 16년간의 방황 1928-1944
1928년 상고르는 세네갈을 떠나 프랑스로 향하는데, 그의 말을 빌리자면 "16년간의 방황"이 시작되는 순간이었다.
소르본 대학에서 고등 교육을 시작했지만 곧바로 그만두고 에콜 노르말 쉬페리외르(고등사범학교)에 입학하기 위한 예비 과정을 마치기 위해 루이 르 그랑(Louis-Le-Grand)에 입학한다. 입학시험에 떨어지자 그는 문법 교원 자격시험을 준비하고, 1935년 두 번째 도전 만에 문법 교원 자격을 취득한다.
그는 문법 교원 자격을 취득한 파리대학(University of Paris)을 졸업한다. 이후 1935년부터 10년간 투르와 파리의 대학에서 교수로 재직한다. 교수로 재직하면서 고등교육원(대학원)에서 문법 강의를 들었고, 여러 저명한 사회 과학자들과 조우하며 공부를 계속했다.
상고르는 이 당시 식민지 수도에서 교육을 받던 여러 아프리카 혈통의 지식인들과 함께 흑인에 대한 새로운 개념을 고안해냈다. 그가 고안해 낸 "네그리튀드"("négritude")라는 개념은 프랑스어로 흑인에 대한 경멸적 표현인 "네그르"("nègre")를 아프리카 문화에 대한 찬양을 의미하는 뜻으로 바꿔 놓은 것이다. "네그리튀드"는 현재까지도 프랑스에서 벌어지는 흑인에 대한 인종차별에 대한 반발을 의미한다. "네그리튀드"는 상고르의 문화 비평과 문학 작품에만 나타나는 것이 아니라, 정치가로서의 정치 신념이 된다.
1939년 상고르는 프랑스 군의 식민지 군 장교로 징집되나 다음해 독일군에 의해 포로가 된다. 그는 여러 독일군 캠프를 전전하게 되고, 마지막으로 푸아티에의 캠프에 구금된다. 이 캠프는 전쟁중에 포로가 된 식민지 군대를 구금하는 곳이었다. 포로 생활 2년 동안 대부분의 시간을 시를 쓰며 보낸 그는 1942년 질병으로 인해 풀려나게 된다. 이후 교수생활을 계속하면서 레지스탕스 활동에도 참여한다.

## 정치경력 1945-1982

### 프랑스의 식민지

Léopold Sédar Senghor (1964)

전쟁이 끝나자, 상고르는 1960년 세네갈의 독립때까지 역임했던 École Nationale de la France d'Outre-Mer의 언어학부 학장직에 취임한다. 시작(詩作)을 위한 여행을 하던 도중 사회주의 운동가였던 라미네 기예(Lamine Guèye)를 만게 되었고 프랑스 국회의원으로 출마할 것을 권유 받는다. 상고르는 이를 받아들였고 세네갈-모리타니를 대표하는 국회의원으로 선출된다. 다카르-리제르간 철도 건설 노동자들이 파업을 일으켰을 때 상고르는 기예와 다른 견해를 보이기도 했다. 기예는 식민지 전체를 마비시킬 수 있다는 이유로 파업을 지지하지 않았지만 상고르는 노동자들을 지지했고 이는 세네갈 국민들에게 큰 지지를 받았다.
1946년 펠릭스 에부에 (Félix Éboué)의 딸과 결혼하여 두 아들 (프랑시스, 가이)를 얻는다.
다음해 그는 사회주의 운동에 많은 재정적 지원을 주었던 프랑스 사회주의 인터내셔널 아프리카 지부(African Division of the French Section of the Workers International,SFIO)를 탈퇴한다. 1948년 마마두 디아(Mamadou Dia)와 함께 세네갈 민주당을 창설했고 1951년 국회의원 선거에서 승리한다.
1951년 식민지 의석으로 할당된 국회의원으로 재선된 상고르는 프랑스의 국무총리 에드가 파레 아래에서 1955년 3월 1일부터 1956년 2월 1일까지 주 장관을 겸임한다. 또한 그는 프랑스 5공화국 헌법의 초안을 작성하는 위원회에 세네갈측 고문으로 참여하였으며 유럽 의회의 의원으로 참여하기도 했다.
한편 1957년 첫 번째 부인과 이혼한 이후 프랑스 국적의 노르망디 출신 콜레테 위베르트(Colette Hubert)와 재혼하여 아들 필리페 마귈렌(Philippe Maguilien)을 얻는다. 1964년에는 5권으로 이루어진 "자유(Liberté)"라는 제목의 책의 첫 번째 권을 펴내는데 이 책은 다양한 연설문과 훈시, 에세이등을 담고 있다.

### 세네갈
상고르는 새로이 독립을 얻은 아프리카 국가들간의 연방체인 소위 "프랑스 연방(French Commonwealth)"의 지지자였다. 비록 이 구상이 아프리카 국가들에게 많은 호응을 얻지 못했지만, 옛 프랑스령 수단에서 독립한 말리의 모디보 케이타(Modibo Keita)와 함께 연방체를 조직한다. 상고르는 1960년 연방체가 해체되기 전까지 연방 의회 의장을 역임했다. 이후 1960년 9월 5일 대통령 선거를 통해 세네갈의 초대 대통령으로 취임한다. 그는 세네갈의 국가를 작사하기도 했다.
총리인 마마두 비아는 세네갈의 장기 발전 계획의 책임자가 되었으며, 상고르 자신은 외교관계의 책임자가 되었다. 이 두사람은 곧 이견을 드러내게 되었고 1962년 12월 마마두 비아는 쿠데타를 획책했다는 혐의로 체포되어 징역 12년을 복역하게 된다. 이와 함께 상고르는 대통령 중심제를 채택한다. 1967년 3월 22일 상고르는 암살 시도를 가까스로 모면한다. 용의자 무스타파 로(Moustapha Lô)는 사형을 선고 받고 1967년 6월 사형이 집행된다.
이후 그는 1980년 5번의 임기를 마친 이후 대통령직을 사임하고 압두 디우프(Abdou Diouf)가 뒤를 이어 취임한다. 그가 임기에 있는 동안 세네갈은 다당제(사회주의, 공산주의, 민주주의 3가지 정당으로 제한)를 채택하였고 교육 체계를 정비하였다. 프랑스의 식민통치가 끝났음에도 세네갈의 환율은 프랑스에 의해 조정받았고, 공식 언어도 프랑스어가 채택되었으며, 프랑스인 조언자들의 도움을 받아 통치하였다.

### 프랑코포니
상고르는 프랑코포니의 창설을 지지하였으며 프랑코포니의 부의장으로 선출되었다.
1982년 그는 "프랑스와 개발도상국 연맹(Association France and developing countries)"의 창립자로 참여하는데, 이 연맹의 목적은 개발도상국의 문제에 대한 관심을 환기시키기 위한 것이었다.

### 아카데미 프랑세즈:1983-2001
상고르는 1983년 6월 2일 아카데미 프랑세즈의 멤버로 선출된다. 그는 아카데미 프랑세즈에 선출된 첫 번째 아프리카인 이었다. 그의 선출식은 1984년 3월 29일 프랑스 대통령 미테랑이 참석한 가운데 열렸다. 이 사건은 아카데미 프랑세즈에 최초의 여성으로 마가리테 유세나르 (Marguerite Yourcenar)가 선출된데 이어 일어난 확기적 사건이었다.
1993년에는 "자유" 시리즈의 마지막 권인 5권이 발간되었다.

## 죽음
그는 말년을 노르망디의 도시 캉(Caen)근교에 있는 베르송(Verson)에서 그의 아내와 함께 보낸다. 2001년 12월 20일 그곳에서 사망한 그의 장례식은 2001년 12월 29일 다카르에서 행해진다. 장례식에는 프랑스의 의회 의장인 레이몽 포르니(Raymond Forni)와 프랑스 공동체를 대표하여 외무부 장관직을 맡고있는 샤를 조셀린(Charles Josselin)이 참석했다. 자크 시라크 프랑스 대통령은 상고르의 죽음에 대해 "시는 명인을 잃었고, 세네갈은 대변인을 잃었으며, 아프리카는 몽상가를 잃었고, 프랑스는 친구를 잃었다" 라고 표현했다.

## 유산

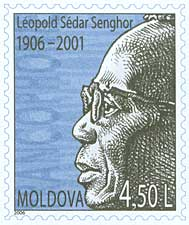
2006년 몰도바에서 발행된 상고르 기념 우표

사회주의자였음에도 상고르는 당시 아프리카에 만연해 있던 공산주의와 반서구 정서를 거부했다. 대신 그는 프랑스 및 서방세계와 우호적 관계를 유지하는데 힘썼다. 이것은 세네갈의 정치적 안정에 중요한 역할을 했으며, 세네갈은 아직도 아프리카 국가들 중 쿠데타를 경험하지 않고 평화적 정권교체가 이뤄져온 몇 안되는 국가로 남아있다.
상고르가 대통령을 지내는 동안 "네그리튀드" 사상을 바탕으로 한 아프리카 사회주의는 공산주의를 대신하는 아프리카 특유의 정치 철학으로 대두되었다. 이 과정에서 우스마네 타노르 디엥(Ousmane Tanor Dieng)의 도움이 컸다.
그가 선출되었던 아카데미 프랑세즈의 16번째 의석은 그의 죽음 이후 당분간 공석이 되어 있었다. 이후 이 자리에는 프랑스의 전직 대통령인 발레리 지스카르 데스탱이 다시 선출된다.

## 서훈과 수상
상고르는 일생동안 여러개의 훈장을 받는다. 예술과 문학을 증진시킨 공헌으로 프랑스 최고 훈장인 "레지옹 도뇌르 훈장"의 1등급 장인 "레지옹 도뇌르 그랑크루아(Grand-Croix)"를 서훈 받았고 그와 비견되는 "오르드르 나시오날 뒤 메리트 훈장"(Ordre national du Mérite)을 받기도 했다. 또한 세네갈의 "오르드르 뒤 리옹 뒤 세네갈"(Ordre du lion du Sénégal)훈장도 받았다. 1939부터 1945년까지 일어난 전쟁에서 받은 공훈을 인정받아 몇 개의 훈장을 받기도 했고 37개 대학이 명예 박사 학위를 수여했다.
알렉산드리아의 프랑스어 국제 대학(The French Language International University in Alexandria)이 그의 이름을 따 1990년 개교하였다.
1994년 아프리카 학술 협회(African Studies Association)에서 수상하는 아프리카 공로상(Distinguished Africanist Award)을 수상하였으나 그가 수상 자격인 "아프리카의 연구와 아프리카 공동체에 대한 일생동안의 헌신"을 충족했는지에 대해 논란이 있었다.
1996년 그의 90세 생일을 기념해 다카르의 국제 공항을 "레오폴 세다르 상고르
국제공항"으로 개명했다.

## 시
그의 시는 널리 칭송받고 있으며 1978년에는 "Prix mondial Cino Del Duca"를 수상하기도 했다. 1936년 발표된 그의 시 "appel de la race de Saba"는 아디스 아바바에 주둔해 있던 이탈리아 군대에 영향을 주었다. 1948년 장 폴 사르트르가 서문을 써주었던 프랑스어 시집 "Anthologie de la nouvelle poésie nègre et malgache"를 편찬하였다.
그의 묘비에는 그가 쓴 다음과 같은 시가 쓰여져 있다.
Quand je serai mort, mes amis, couchez-moi sous Joal-l'Ombreuse.
Sur la colline au bord du Mamanguedy, près l'oreille du sanctuaire des Serpents.
Mais entre le Lion couchez-moi et l'aïeule Tening-Ndyae.
Quand je serai mort mes amis, couchez-moi sous Joal-la-Portugaise.
Des pierres du Fort vous ferez ma tombe, et les canons garderont le silence.
Deux lauriers roses-blanc et rose-embaumeront la Signare.
When I'm dead, my friends, place me below Shadowy Joal,
On the hill, by the bank of the Mamanguedy, near the ear of Serpents' Sanctuary.
But place me between the Lion and ancestral Tening-Ndyae.
When I'm dead, my friends, place me beneath Portuguese Joal.
Of stones from the Fort build my tomb, and cannons will keep quiet.
Two laurier roses -- white and pink -- will perfume the Signare.

## 네그리튀드
상고르는 에메 세자르(Aimé Césaire), 레옹 다마(Léon Damas)와 함께 아프리카의 독창적인 특징과 가치, 철학등을 한데 모아 형상화하는 말로서 "네그리튀드"의 개념을 만들었다.
이는 프랑스 식민지에 프랑스 문화가 너무 깊숙히 침투하는 것에 대한 반발로 대두된 개념으로 아프리카는 유럽에 대적할만한 문화 발전을 이루지 못했다는 선입견에 반발하는 개념이다.
상고르는 유럽 문화의 뿌리가 고대 이집트의 흑인 문화로부터 기인한다는 것에 착안하여 사하라 이남 아프리카와 유럽은 같은 문화의 동일선상에 있으며 이집트에서 기인한 문화가 그리스, 로마를 거쳐 현대의 유럽으로 전파되었다고 주장하였다.
네그리튀드 사상은 반백인주의를 표방하지 않으며 다양성과 다른 문화간의 교류를 강조한다.
전 자이르 공화국 대통령 모부투 세세 세코는 이와 비슷한 개념으로 "오센티시트"(authenticité)를 주창하기도 했다.

## 역대 선거 결과
| 선거명      | 직책명          | 대수 | 정당            | 득표율  | 득표수      | 결과 | 당락 |
| ----------- | --------------- | ---- | --------------- | ------- | ----------- | ---- | ---- |
| 1963년 선거 | 세네갈의 대통령 | 1대  | 세네갈 진보연합 | 100.00% | 1,149,935표 | 1위  |      |
| 1968년 선거 | 세네갈의 대통령 | 1대  | 세네갈 진보연합 | 100.00% | 1,229,927표 | 1위  |      |
| 1973년 선거 | 세네갈의 대통령 | 1대  | 세네갈 진보연합 | 100.00% | 1,357,056표 | 1위  |      |
| 1978년 선거 | 세네갈의 대통령 | 1대  | 세네갈 사회당   | 82.20%  | 807,515표   | 1위  |      |

## 같이 보기
- 세레르족